# Isla Contadora
Isla Contadora es una isla del archipiélago de las Perlas, situada en el golfo de Panamá (Panamá), a 35 millas de Panamá.
Es un destino turístico que durante los años 80 fue de alto poder adquisitivo. Alrededor de 30 años más tarde, tuvo una bajada brusca de calidad y clientes pero actualmente se está recuperando de la crisis.
Tiene un aeropuerto regional (código IATA: OTD) de 675 metros que cruza completamente la isla a lo ancho, y mantiene vuelos regulares a la ciudad de Panamá y al resto de las islas del archipiélago. Se puede volar con Air Panamá o bien con aviones o helicópteros privados.

## Historia
Contadora recibió su nombre por ser el lugar donde los españoles contaban las perlas de sus operaciones de recogida en Panamá antes de enviarlas a España.
En 1980, el sah de Persia (actual Irán), Mohammad Reza Pahlevi, se exilió brevemente en la isla Contadora.
En los años ochenta, gracias al Grupo de Contadora, en esta isla se firmaron los «Acuerdos de Paz de Contadora», que sentaron la paz en Centroamérica.

## Turismo
Es posible reservar un pase de un día a la Isla Contadora en Playa Larga o Playa Cacique. Aquellos que prefieran explorar la isla pueden hacerlo a pie, en bicicleta, carrito de golf, scooter, cuatriciclo o en taxi. También es posible practicar snorkel en esta isla que tiene muchas formaciones rocosas y corales que son el hogar de todo tipo de peces. Los tours de snorkel pueden llevarlo a visitar otras islas cercanas. También hay un centro de buceo en la Isla Contadora para aquellos que quieran obtener la certificación PADI. Los buceadores pueden realizar inmersiones en sitios que están a unos 15 minutos de la isla. Las Islas de las Perlas también son un destino de pesca de renombre mundial. Es posible capturar pez vela, wahoo, marlín azul, tuba, dorado (mahi mahi), mero, pez limón, pez gallo y más. Las ballenas llegan a las Islas de las Perlas de junio a octubre. Los tours de avistamiento de ballenas comienzan en la Ciudad de Panamá o en la Isla Contadora.